# Witold Fokin

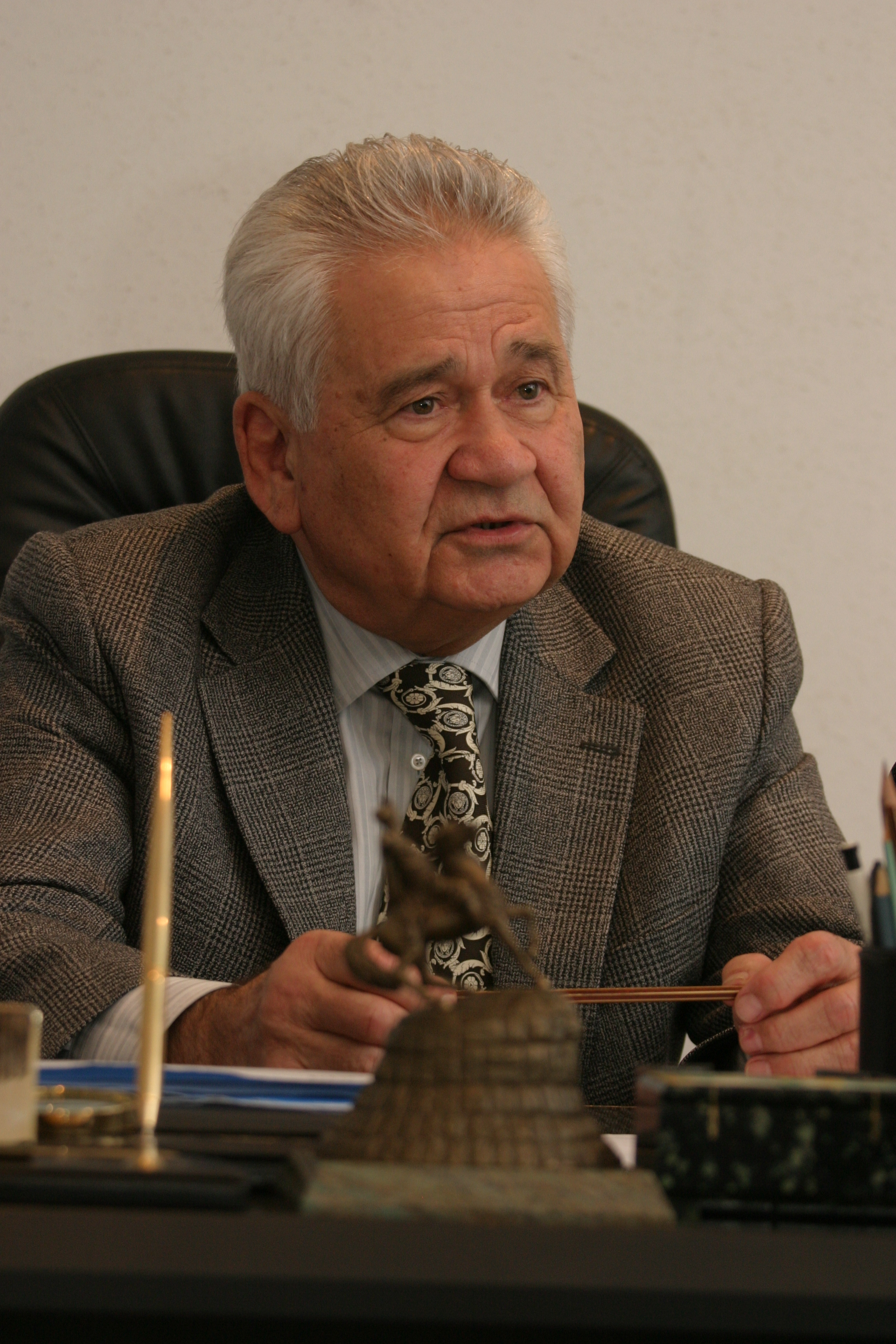
Witold Fokin (2007)

Witold Pawlowytsch Fokin (* 25. Oktober 1932 in Nowomykolajiwka, Ukrainische SSR; † 20. März 2025) war ein ukrainischer Politiker. Bis 14. November 1990 war er Mitglied der Kommunistischen Partei der Ukraine und blieb danach parteilos. Er war von November 1991 bis zum 8. Oktober 1992 Ministerpräsident der Ukraine.

## Leben
Witold Fokin wurde 1932 in einer Lehrerfamilie in der Siedlung Nowomykolajiwka in der Oblast Saporischschja geboren. 1954 schloss er sein Studium am Bergbauinstitut in Dnepropetrowsk ab. Von 1954 bis 1963 arbeitete er im Bergwerk Zentralna-Bokiwska in verschiedenen Positionen. Danach war er als stellvertretender Direktor im Kombinat Donbassantrazyt in Krasnyj Lutsch, als Manager im Betrieb Perwomajskwugillja in Perwomajsk in der Oblast Mykolajiw, als Chefingenieur im Kombinat Woroschylowgradwugillja in Stachanow und als Direktor im Kombinat Swerdlowantrazyt in Swerdlowsk in der Oblast Luhansk.
1971 wurde er in die staatliche Plankommission der Ukrainischen Sowjetrepublik entsandt, in der er 1972 zum stellvertretenden Vorsitzenden und 1987 zum Vorsitzenden aufstieg. 
Am 23. Oktober 1990 übernahm Fokin kommissarisch die Geschäfte des Vorsitzenden des Ministerrats der Ukraine und wurde am 14. November 1990 vom Obersten Sowjet in diesem Amt bestätigt. Am 8. Dezember 1991 unterschrieb er zusammen mit fünf anderen Funktionsträgern aus Russland, Belarus und der Ukraine das Gründungsdokument der Gemeinschaft Unabhängiger Staaten, die Belowescher Vereinbarungen. Wegen wachsender Kritik an der Wirtschaftspolitik seines Kabinetts trat er am 2. Oktober 1992 vom Amt des Regierungschefs zurück. Bis Mai 1994 war er in der Folge Vizepräsident der Werchowna Rada.
Fokin war Mitglied der Trilateral Contact Group on Ukraine, einer Kontaktgruppe aus Vertretern der Ukraine, Russlands und der Organisation für Sicherheit und Zusammenarbeit in Europa, die eine diplomatische Lösung des (damals auf den Donbass beschränkten) russisch-ukrainischen Kriegs ermöglichen sollte, wurde aber am 30. September 2020 von Präsident Wolodymyr Selenskyj abgesetzt.